# Nivellierung (Betriebswirtschaftslehre)
Nivellierung steht für die Glättung von sehr ungleichmäßig auftretenden Produktionsaufträgen im produzierenden Gewerbe und ist damit ein Begriff aus der Betriebswirtschaftslehre, insbesondere im Bereich der Produktionsplanung und -steuerung.

## Beschreibung
Durch die Nivellierung erfolgt eine Entkopplung der einzulastenden Fertigungsaufträge bezüglich Menge und zeitlicher Reihenfolge von den vorliegenden Kundenaufträgen. Das Ziel der Nivellierung liegt in der Planung und Durchführung eines regelmäßigen und zyklischen (und damit standardisierten) Produktionsprogrammes unter Zuhilfenahme spezieller Losgrößenbildungsschemata bei gleichzeitiger Beachtung von Kapazitätsangebot und -nachfrage. Im Rahmen der Produktionsnivellierung wird zunehmend auf das PPS-Konzept der Kanbansteuerung zurückgegriffen.

## Einfaches Beispiel
Ein Kunde bestellt von Produkt A 1000 Stück, von Produkt B 5000 Stück und von Produkt C 10.000 Stück.
Ohne Nivellierung würde der Produzent drei Fertigungslose einplanen: Produkt A 1000 Stück, danach 5000 Stück von B und abschließend 10.000 Stück C. Mit Nivellierung würde der Produzent die Gesamtmenge in gleich große Fertigungsaufträge aufsplitten, also beispielsweise 100 A, dann 500 B und dann 1000 C.
Dieses Muster behält er bei, bis die komplette Menge erfüllt ist: {\displaystyle 100\ \mathrm {A} \rightarrow 500\ \mathrm {B} \rightarrow 1000\ \mathrm {C} \rightarrow 100\ \mathrm {A} \rightarrow 500\ \mathrm {B} \rightarrow 1000\ \mathrm {C} \rightarrow 100\ \mathrm {A} } und so weiter. Der Vorteil dieser Methode sind niedrigere Bestände, höhere Flexibilität und höhere Liefertreue.

## Automobilmontage
Im Automobilbau spielt das Nivellieren und Glätten von Produktionsprogrammen eine wichtige Rolle. Da die Fahrzeuge nach Kundenauftrag hergestellt werden und sich (fast) jeder Kundenauftrag von den anderen unterscheidet, sind die Arbeitsinhalte und Arbeits-/Montagezeiten für die einzelnen Fahrzeuge unterschiedlich.  Um die Montagearbeiter und Betriebsmittel gleichmäßig auszulasten, müssen die Fahrzeuge in eine solche Reihenfolge gebracht werden, dass keine Überlastung oder Unterlastung entsteht. Allerdings können in der betrieblichen Praxis der Automobilindustrie unterschiedliche Effekte bei der Materialversorgung im Rahmen der innerbetrieblichen Produktionslogistik beobachtet werden. Eine Nivellierung im Hinblick auf eine gleichmäßige Auslastung der Betriebsmittel bei der Materialversorgung muss nicht zwangsweise von Vorteil sein.